# Democratic Unionist Party
Democratic Unionist Party (forkortet DUP) er et politisk konservativt parti i Nordirland, hvis mærkesag er fremme af britisk identitet i Nordirland og Nordirlands forbliven i Storbritannien. Partiet blev grundlagt 30. september 1971 af den presbyterianske præst og ultraunionist Ian Paisley, der besad hvervet som partileder frem til 2008. Efter dennes afgang blev Peter Robinson udnævnt som ny partileder. Partiet har hovedsæde i den nordirske hovedstad Belfast.
Democratic Unionist Party har pr. december 2019 27 pladser ud af 90 i Nordirlands lovgivende forsamling (Northern Ireland Assembly) og er således lige så stort som det andet store nordirske parti Sinn Fein, der arbejder for et samlet Irland. DUP er pr. december 2019 repræsenteret med 8 ud af de 18 nordirske pladser i det britiske Underhus, hvor partiet er det femtestørste parti.